# Kildalton Cross

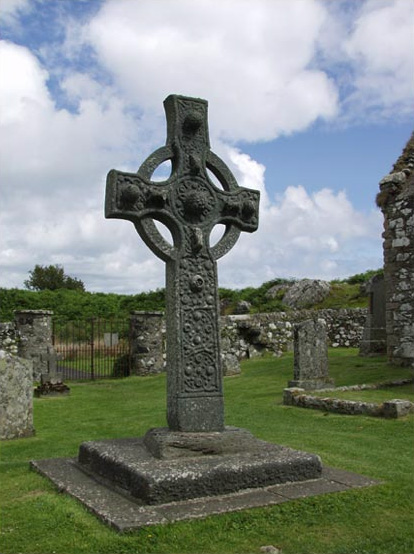
Kildalton Cross

Das Kildalton Cross (schottisch-gälisch Cros Cill Daltain) ist ein Keltenkreuz auf der schottischen Hebrideninsel Islay. Es befindet sich im Südosten der Insel nahe den Siedlungen Kintour und Ardmore. Das Kreuz steht auf dem Friedhof der Kildalton Chapel. Es ist Teil des Ensembles aus Kapelle und Friedhof, das als Scheduled Monument geschützt ist. Kildalton Cross wird auch als das Große Kreuz bezeichnet, um es von dem außerhalb des Friedhofes befindlichen Kildalton Small Cross zu unterscheiden.
Kildalton Cross hatte sich über die Jahrhunderte geneigt. Um einer möglichen Beschädigung des Kreuzes entgegenzuwirken, wurde es 1862 abgenommen. Unter dem Fundament wurde ein zweites, kleines Kreuz freigelegt. Außerdem wurden darunter die Überreste eines Mannes und einer Frau entdeckt, die wahrscheinlich eines unnatürlichen Todes gestorben waren. Ein Abguss des Kreuzes wurde hergestellt, der in den National Museums of Scotland ausgestellt ist. Zuletzt wurde das Fundament restauriert und das Kreuz wieder aufgerichtet.

## Beschreibung
Das 2,65 m hohe Kreuz mit seinem 1,32 m langen Querbalken ist aus einem Stück eines lokal vorkommenden Steins gefertigt. Die Vorderseite ist mit typischen Ornamenten sowie Schlangen, Drachen und Vögeln verziert. Auf der Rückseite sind hingegen biblische Szenen dargestellt, darunter der Kampf Davids mit dem Löwen, Abrahams Vorbereitungen zur Opferung Isaaks, Kains Mord an Abel sowie Maria mit Kind und Engeln. Kildalton Cross ist von gleicher Machart wie die Kreuze auf Iona und stammt wahrscheinlich ebenso aus der zweiten Hälfte des achten Jahrhunderts.